# Ida Simons
Ida Simons, född 11 mars 1911 i Antwerpen, död 27 juni 1960 i Scheveningen, var en konsertpianist och författare med judisk bakgrund.
Ida Simons växte upp i den belgiska staden Antwerpen och flyttade under första världskriget med familjen till holländska Scheveningen vid Haag. Redan som 19-åring turnerade hon som konsertpianist och spelade med ledande orkestrar i Europa. Under den tyska ockupationen deporterades familjen 1941 och Ida Simons tillbringade två år i koncentrationsläger först i Westerbork sedan i Theresienstadt.
I koncentrationslägret gav Ida Simons flera konserter. Hon överlevde lägret, men kunde inte fortsätta som pianist och började i stället att skriva. Hon debuterade som poet 1946, och gav ut en novellsamling under pseudonymen C.S. van Berchem innan hon 1959 gav ut sin debutroman Een dwaze maagd  (”Den dåraktiga jungfrun”), som i den svenska översättning av Per Holmer fick titeln Timmen före midnatt.
2014 återupptäcktes den femtio år gamla barndomsskildringen då den återutgavs i Nederländerna och nu är den översatt och såld till femton länder.